# 입력어
입력어(入力語)는 디지털 미디어에서 텍스트 기반 커뮤니케이션에 사용되는 언어 표현으로, 종래의 "구어"와 "문어(언어)"의 특징을 함께 갖고 있으면서도 구분되는 특징을 가진 새로운 카테고리의 언어라고 할 수 있다. 입력어는 주로 인터넷을 통해 키보드 입력 등 디지털 입력 방식으로 의사소통하는 과거에는 없었던 새로운 커뮤니케이션의 형태라고 할 수 있다.

## 정의
입력어는 네트워크에 연결된 디지털 미디어의 텍스트 기반 채팅이나 텍스트 입력으로 발생된 언어를 가리킨다. 이 언어 형식은 '(인터넷)채팅 입력어'과 '기술 의존 입력어'라는 두 하위 카테고리로 분류된다. 전자는 네트워크를 통한 문자 대화를 사용한 언어이며, 후자는 전자화된 텍스트 상에서 "(키보드)입력 / (타자)치기"와 같은 행위를 통해 발생된 새로운 언어 표현을 가리킨다. e.g. ㅇㅈ・린정(인정, 認定), 젭라(제발), 고나리(관리), 듀냐(EBSi), うp(up), タヒ·ﾀﾋ(死) 등.

## 사회적 영향
입력어는 1980년대부터 1990년대 사이 유행했었던 PC 통신을 그 기원으로 하고 있는데, 그 이후 IT 기술의 발전과 보급 속도가 빨라짐에 따라 「호출기(삐삐)」나 「핸드폰 문자 및 메일」과 같은 새로운 커뮤니케이션 수단이 보급되어 더욱 일반적으로 통용되게 되었다. 현대에서는 많은 소셜 미디어 플랫폼에서 흔히 찾아 볼 수 있게 되었다.

## 특징
카카오 토크, 라인 등 메신저 계열 SNS와 같이 대화가 매우 빠르게 이루어지고 한 번의 의사소통을 통해 교환되는 정보량이 적은 매체에서 구어(口語)에 가까운 표현도 많이 사용된다. 이와 같이 구어의 요소를 많이 포함하고 있는 새로운 문어(文語)를 '입력어'라고 부르는데, 주로 인터넷을 매개하기 때문에 키보드 '입력'을 통해 소통하는 과거에는 없었던 새로운 커뮤니케이션의 형태라고 할 수 있다 .
이러한 입력어를 통한 의사소통은 '비언어 커뮤이케이션'이나 '파라 언어(Para language, Para linguistics)' 정보가 누락되어 이를 보충하기 위해 스탬프, 이모티콘 및 기호와 같은 대체 수단이 도입되는데, 이를 통해 감정 표현이 풍부해지고 커뮤니케이션이 보다 직관적이고 다양해 지게 된다. e.g. T_T, 「がちしょんぼり浸殿丸 ٩( ◞‸◟ )۶」「😊😊😂🤣😍」( ﾉД`)ｼｸｼｸ… 등.

## 입력어와 젊은 세대의 유행어와의 접점
입력어는 젊은세대의 유행어와의 접점이 많고, 새로운 형식인 입력어의 형성 배경에는 미디어의 변화와 기술의 진화가 깊이 관여되어 있다. 이는 의미의 불투명성을 증가시킬 수 있지만, 동시에 새로운 커뮤니케이션의 형태가 나타나게 되는 원인이 되기도 했다.
'입력어'는 일상생활에 널리 쓰이게 되었는데, 특히 20대 이하의 젊은 세대에게 있어서는 SNS가 입력어의 가장 활발한 전파 수단이 되고 있다(2015년 정보통신백서). SNS는 정보의 확산성이 매우 높고 불특정 다수가 독자가 될 수 있기 때문에 종래의 미디어와 크게 다르다. ‘입력어’를 통한 커뮤니케이션을 수행할 때에는 커뮤니케이션 수단과 매체의 특성을 잘 인식하여 커뮤니케이션을 해야 만 하는 시대를 맞이하고 있다고 하겠다 .

## 참고문헌
- 加納なおみ他(2017)「「打ち言葉」における句点の役割 : 日本人大学生のLINEメッセージを巡る一考察」『お茶の水女子大学人文科学研究』13，お茶の水女子大学，pp.27-40.
- 金曘泳(2018)「現代日本語の「若者言葉」と「打ち言葉」 ― 「媒体の変化･技術依存」の造語法を中心に ―」『比較日本学』44号、日本学国際比較研究所，pp.186.

## 같이 보기
- 구어
- 문어 (언어)